# Remember December
"Remember December" är den andra singeln av den amerikanska skådespelerskan, sångerskan och låtskrivaren Demi Lovato från hennes andra studioalbum Here We Go Again. Sången släpptes digitalt den 17 november 2009 och musikvideon hade premiär den 12 november. Singeln misslyckades att listplaceras på Billboard Hot 100. 

## Bakgrund
Efter releasen av Lovato's marknadsföringssingel, "Gift of a Friend", meddelades det att en ny singel snart skulle släppas från albumet. Kort därefter twittrade Lovato att hon filmade sin nyaste musikvideo. Det blev senare bekräftat att den andra singeln från albumet skulle bli "Remember December". 

## Release och mottagande
Singeln släpptes den 17 november för radio och digital nedladdning. Sången har blivit märkt som en sång som sticker ut på albumet vid releasen, och Tamar Anitai från MTV Buzzworthy rankade sången som #5 för en lista över Topp Fem Sångerna 2009. Steven Thomas Erlewine från Allmusic kallade sången för "en höjdpunkt på albumet."

## Musikvideo
Musikvideon filmades den 26 oktober 2009 och släpptes den 12 november samma år. Musikvideon har ett 80-tals-tema och gästas av några av Lovato's Camp Rock 2: The Final Jam-kollegor. Videon togs emot positivt av kritiker och fans. Lovato har uppgett att videon inte är likt det hon har gjort tidigare, och att hon älskade det.

## Tracklista
UK Digital Download
1. "Remember December" - 3:12
2. "Remember December" (Sharp Boys Club Mix) - 6:19
3. "Remember December" (Sharp Boys Radio Edit) - 3:48

En a cappella-remix av sången innehåller Lil Waynes vers från remixen av Chris Browns låt "Gimme That".

## Prestation på topplistorna
Singeln har blivit Lovato's minst framgångsrika singel hittills. Den misslyckades att listplaceras på Billboard Hot 100. den har även varit mindre framgångsrik internationellt, där den misslyckades att listplaceras i alla länder förutom i Storbritannien, där den topplacerades som #80.

## Topplistor
| Lista (2009)                      | Topplacering |
| --------------------------------- | ------------ |
| Storbritannien (UK Singles Chart) | 80           |